# 蘭尼斯伯勒 (愛荷華州)
蘭尼斯伯勒（英語：Lanesboro）是一個位於美國愛荷華州卡洛爾縣的城市。

## 地理
蘭尼斯伯勒的座標為42°11′03″N 94°41′33″W / 42.18417°N 94.69250°W，而該地的平均海拔高度為348米（即1142英尺）。

## 人口
根據2010年美國人口普查的數據，蘭尼斯伯勒的面積為1.94平方千米，當中陸地面積為1.92平方千米，而水域面積為0.02平方千米。當地共有人口121人，而人口密度為每平方千米62人。